# Suonivaara
Suonivaara är en kulle i Finland. Den ligger i Sodankylä kommun i landskapet Lappland, i den norra delen av landet, 800 km norr om huvudstaden Helsingfors. Toppen på Suonivaara är 283 meter över havet.
Terrängen runt Suonivaara är huvudsakligen platt. Trakten runt Suonivaara är nära nog obefolkad, med mindre än två invånare per kvadratkilometer.